# 야마구치시
야마구치시(일본어: 山口市, 문화어: 야마구찌시)는 일본 야마구치현 중앙부에 있는 시이자 야마구치현의 현청 소재지이다. 야마구치현의 행정과 교육 중심지이지만, 경제 중심지는 시모노세키시(下関市)로 상권도 시모노세키시가 더 크다.
인구는 약 19만 명으로 야마구치현에서는 시모노세키시에 이어 두 번째로 큰 도시이다. 2005년 10월 1일의 행정 구역 개편으로 기존의 오고리정(小郡町), 아이오정(秋穂町), 아지스정(阿知須町), 도쿠지정(徳地町)과 통폐합하여 새로운 야마구치시가 생겨났다. 통합하기 전에는 우베시(宇部市)와 슈난시(周南市)보다 인구가 적었다. 일본의 현청 소재지 중 인구가 가장 적은 도시로 알려져 있다.
중심부에는 유다 온천(湯田温泉)이 있고, 하기(萩), 쓰와노(津和野) 등의 관광지와 연결되는 관광 거점이기도 하다. 센고쿠 시대에 영주였던 오우치(大内) 가문이 교토를 모방한 도시를 건설하고, 내전을 피해 교토에서 탈출한 문화인들을 받아들임으로써 "서쪽의 교토"라 불렸으며 그 유적도 많이 남아 있다. 오우치 가문은 백제 왕족의 자손으로 전해지고 있으며 그 인연으로 야마구치시는 대한민국의 공주시와 자매결연을 맺고 있다.

## 지리
야마구치현의 거의 중앙에 위치하고 남단은 세토 내해(야마구치만)와 접한다. 도로망이 잘 정비되어 있어 현내의 거의 모든 지역에서 1시간 30분 이내에 도달할 수 있다. 시 중앙부를 남북으로 후시노강이 가로지르고 그 양안에 분지·평야가 펼쳐져 있다. 옛 도쿠지정 지역은 사바강의 상류에 해당하며 산으로 둘러싸인 지역이다.

### 기후
중부·남부 지역은 세토 내해식 기후로 비교적 온난하고 비가 적지만 남단의 해안을 제외하고는 대륙성 기후의 경향으로 일교차가 비교적 심하다. 또 북부 중에서 옛 아토정을 중심으로 한 산간부는 굴지의 폭설 지대로 통칭 "야마구치현의 홋카이도"라고 불릴 만큼 추위가 심하다.
| 야마구치시의 기후                                            | 야마구치시의 기후 | 야마구치시의 기후 | 야마구치시의 기후 | 야마구치시의 기후 | 야마구치시의 기후 | 야마구치시의 기후 | 야마구치시의 기후 | 야마구치시의 기후 | 야마구치시의 기후 | 야마구치시의 기후 | 야마구치시의 기후 | 야마구치시의 기후 | 야마구치시의 기후 |
| 월                                                           | 1월               | 2월               | 3월               | 4월               | 5월               | 6월               | 7월               | 8월               | 9월               | 10월              | 11월              | 12월              | 연간              |
| ------------------------------------------------------------ | ----------------- | ----------------- | ----------------- | ----------------- | ----------------- | ----------------- | ----------------- | ----------------- | ----------------- | ----------------- | ----------------- | ----------------- | ----------------- |
| 역대 최고 기온 °C (°F)                                       | 19.5 (67.1)       | 22.5 (72.5)       | 25.5 (77.9)       | 30.1 (86.2)       | 33.8 (92.8)       | 35.3 (95.5)       | 38.8 (101.8)      | 38.6 (101.5)      | 35.9 (96.6)       | 31.5 (88.7)       | 26.4 (79.5)       | 23.3 (73.9)       | 38.8 (101.8)      |
| 일평균 최고 기온 °C (°F)                                     | 9.4 (48.9)        | 11.1 (52.0)       | 15.0 (59.0)       | 20.1 (68.2)       | 24.9 (76.8)       | 27.8 (82.0)       | 31.3 (88.3)       | 32.7 (90.9)       | 28.9 (84.0)       | 23.7 (74.7)       | 17.6 (63.7)       | 11.6 (52.9)       | 21.2 (70.2)       |
| 일일 평균 기온 °C (°F)                                       | 4.4 (39.9)        | 5.5 (41.9)        | 9.0 (48.2)        | 13.9 (57.0)       | 19.0 (66.2)       | 22.6 (72.7)       | 26.4 (79.5)       | 27.4 (81.3)       | 23.5 (74.3)       | 17.7 (63.9)       | 11.9 (53.4)       | 6.4 (43.5)        | 15.6 (60.1)       |
| 일평균 최저 기온 °C (°F)                                     | 0.4 (32.7)        | 0.8 (33.4)        | 3.6 (38.5)        | 8.1 (46.6)        | 13.3 (55.9)       | 18.4 (65.1)       | 22.7 (72.9)       | 23.4 (74.1)       | 19.4 (66.9)       | 12.9 (55.2)       | 7.0 (44.6)        | 2.0 (35.6)        | 11.0 (51.8)       |
| 역대 최저 기온 °C (°F)                                       | −7.6 (18.3)       | −8.9 (16.0)       | −7.6 (18.3)       | −1.2 (29.8)       | 3.2 (37.8)        | 8.0 (46.4)        | 13.1 (55.6)       | 14.9 (58.8)       | 7.4 (45.3)        | 1.3 (34.3)        | −2.5 (27.5)       | −5.5 (22.1)       | −8.9 (16.0)       |
| 평균 강수량 mm (인치)                                        | 76.3 (3.00)       | 85.0 (3.35)       | 145.6 (5.73)      | 168.1 (6.62)      | 197.2 (7.76)      | 282.9 (11.14)     | 342.6 (13.49)     | 205.8 (8.10)      | 179.1 (7.05)      | 91.3 (3.59)       | 83.5 (3.29)       | 70.5 (2.78)       | 1,927.7 (75.89)   |
| 평균 강설량 cm (인치)                                        | 11 (4.3)          | 9 (3.5)           | 2 (0.8)           | 0 (0)             | 0 (0)             | 0 (0)             | 0 (0)             | 0 (0)             | 0 (0)             | 0 (0)             | 0 (0)             | 3 (1.2)           | 26 (10)           |
| 평균 강수일수 (≥ 0.5 mm)                                     | 12.2              | 11.5              | 12.4              | 10.6              | 10.1              | 12.8              | 12.3              | 10.7              | 10.2              | 7.5               | 8.9               | 11.4              | 130.7             |
| 평균 상대 습도 (%)                                           | 76                | 71                | 70                | 69                | 67                | 75                | 78                | 75                | 74                | 73                | 76                | 78                | 74                |
| 평균 월간 일조시간                                           | 117.9             | 121.3             | 157.4             | 183.9             | 204.3             | 142.3             | 156.2             | 196.2             | 151.7             | 169.4             | 144.0             | 117.6             | 1,862             |
| 출처: 일본 기상청 (평년값: 1991년~2020년, 극값: 1966년~현재) |                   |                   |                   |                   |                   |                   |                   |                   |                   |                   |                   |                   |                   |

## 인구
| 연도                            | 인구    | ±%    |
| ------------------------------- | ------- | ----- |
| 1960                            | 172,116 | —     |
| 1965                            | 162,219 | −5.8% |
| 1970                            | 160,347 | −1.2% |
| 1975                            | 164,470 | +2.6% |
| 1980                            | 173,590 | +5.5% |
| 1985                            | 183,149 | +5.5% |
| 1990                            | 187,793 | +2.5% |
| 1995                            | 193,172 | +2.9% |
| 2000                            | 197,115 | +2.0% |
| 2005                            | 199,297 | +1.1% |
| 2010                            | 196,643 | −1.3% |
| 2015                            | 197,422 | +0.4% |
| 2020                            | 193,966 | −1.8% |
| Yamaguchi population statistics |         |       |

## 역사
난보쿠초 시대에 오우치 히로요가 오우치씨의 본거지로 삼았다. 무로마치 시대에는 오우치관을 만들고 일명무역을 하였다. 오닌의 난 이후에는 난을 피해 온 문화인을 환영했으므로 "서쪽의 수도"로 번창했으며 센고쿠 시대에는 오우치 요시오키, 오우치 요시타카가 시가지를 정비해 영화를 누렸다. 의흥에 비호되어 이후 경에 돌아온 무로마치 막부 10대 쇼군인 아시카가 요시타네, 셋쇼, 프란치스코 하비에르 등 이곳에 인연이 있는 사람들이 많다. 1552년 12월 9일에 야마구치의 선교사 코스메 데 토레스 등이 사제관에 일본인 신도를 불러 크리스마스 축제를 개최했다. 이 때문에 일본 크리스마스의 발상지는 야마구치이다.
오우치씨 멸망 후 모리씨의 지배 하에서 야마구치 봉행이 놓였기 때문에 야마구치는 보초 2국의 정치적 중심지가 되었다. 세키가하라 전투 후 보초 2국에 감봉된 모리 데루모토가 하기에 거성(하기성)을 지으면서 야마구치의 정치적 중심성은 일단 소멸하게 되었다.
에도 시대에는 하기와 미타지리(현재의 호후시 중심부)를 연결하는 하기 왕래의 중계지로 번창하였다. 막말의 조슈번은 번청을 하기성에서 야마구치성으로 옮겼고 야마구치는 다시 보초 2국의 정치적 중심지가 되었다. 야마구치로 옮겨진 번청은 야마구치 정사당으로 불리며 조슈번의 막부 토벌 운동의 거점이 되었다. 메이지 시대로 들어오면서 폐번치현이 실시되어 조슈(야마구치)번청은 그대로 야마구치현청이 되었다.
- 1889년 4월 1일 - 정촌제 시행으로 요시키군 40개 정[3]이 합병해 야마구치정이 되었다.
- 1905년 4월 1일 - 야마구치정과 요시키군 가미우노레이촌이 합병하였다.
- 1915년 7월 1일 - 야마구치정과 요시키군 시모우노레이촌이 합병하였다.
- 1929년 4월 10일 - 야마구치정과 요시키군 요시키촌이 합병하여 시로 승격해 야마구치시가 되었다.
- 1941년 4월 1일 - 미야노촌이 야마구치시에 편입되었다.
- 1944년 4월 1일 - 야마구치시와 요시키군의 9개 정촌(오고리정, 아지스정, 히라카와촌, 오토시초, 스에촌, 나타지마촌, 아이오후타지마촌, 가가와촌, 사야마촌)이 신설 합병해 새로운 야마구치시가 성립하였다.
- 1947년 11월 23일 - 요시키군 아지스정을 분리하였다.
- 1949년 11월 1일 - 요시키군 오고리정을 분리하였다.
- 1956년 11월 3일 - 요시키군 스젠지촌을 편입하였다.
- 1963년 5월 1일 - 요시키군 오우치정을 편입하였다.
- 2005년 10월 1일 - 요시키군 오고리정 (9월 30일), 아이오정, 아지스정, 사바군 도쿠지정 등 야마구치현 중앙부에 있는 1시 4정과 신설 합병해 현재의 야마구치시가 성립하였다.
- 2010년 1월 16일 - 아부군 아토정을 편입하였다.

## 교육
- 야마구치 대학
- 야마구치 현립 대학

## 교통

### 철도
중심역: 야마구치역
- 서일본 여객철도
  - 산요 신칸센
  - 산요 본선
  - 야마구치선
  - 우베선

### 도로
- 주고쿠 자동차도
- 산요 자동차도
- 야마구치 우베 도로(일본어판)
- 국도 2호선
- 국도 9호선
- 국도 190호선
- 국도 제262호선 (일본)(일본어판)
- 국도 제315호선 (일본)(일본어판)
- 국도 제376호선 (일본)(일본어판)
- 국도 제435호선 (일본)(일본어판)
- 국도 제489호선 (일본)(일본어판)

## 자매 도시
- 스페인 팜플로나(1980년 2월 19일)
- 중국 지난시(1985년 9월 20일)
- 대한민국 공주시(1993년 2월 23일)
- 중국 쩌우핑시(1995년 5월 13일)
- 대한민국 창원시(2009년 11월 16일)